# Pascoela Barreto

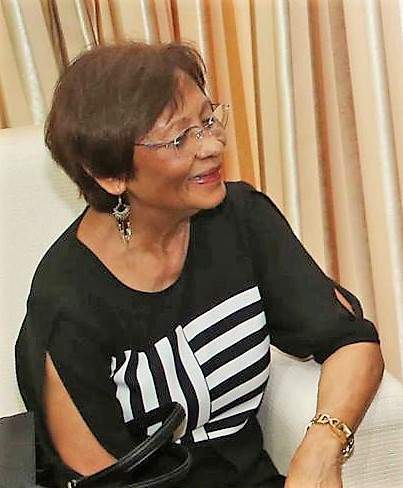
Pascoela Barreto (2018)

Pascoela Barreto Guterres dos Santos (* Juni 1946 in Bazartete, Portugiesisch-Timor) ist eine osttimoresische Freiheitsaktivistin und Diplomatin.

## Werdegang
Barreto wurde kurz nach dem Zweiten Weltkrieg in der damaligen Kolonie Portugiesisch-Timor geboren. Sie konnte das Gymnasium (Liceu) in Dili besuchen und arbeitete danach zunächst als Grundschullehrerin in Maliana. 1970 ging sie nach Portugal und schloss dort ein Soziologiestudium am Instituto Superior de Ciências do Trabalho e da Empresa (ISCTE) in Lissabon ab. 1973 wurde Barreto Beamtin in der portugiesischen Generaldirektion für Landverkehr und blieb es bis 2002.
Seit Gründung des Conselho Nacional de Resistência Timorense (CNRT) war Barreto in seinem Exekutivkommission für Finanzen und Ressourcen zuständig. Von 1999 bis zur Auflösung des CNRT im Juni 2001 war sie die CNRT-Repräsentantin in Portugal.
Von Juli 2001 bis zur Unabhängigkeit Osttimors am 20. Mai 2002 war sie die Vertreterin der Übergangsverwaltung der Vereinten Nationen für Osttimor (UNTAET) und wurde schließlich die erste Botschafterin Osttimors in Portugal. Die Akkreditierung und die Eröffnung der Botschaft, die erste Osttimors weltweit, fand am 5. Juli 2002 statt. Das Amt hatte Barreto bis Dezember 2005 inne. Sie wurde vom ehemaligen Vizeminister für Justiz Manuel Abrantes abgelöst, während sie selbst Vertreterin Osttimors bei der Gemeinschaft der Portugiesischsprachigen Länder (CPLP) wurde.
Am 6. März 2007 erhielt Barreto von Portugal das Großkreuz des Ordens des Infanten Dom Henrique und 2016 die Medaille des Ordem de Timor-Leste.
Am 15. Dezember 2016 wurde Barreto zur osttimoresischen Botschafterin in Vietnam ernannt, am 15. Januar fand die Akkreditierung bei Vietnams Präsident Trần Đại Quang statt. Ihr Dienst endete 2020.

## Familie
Pascoela Barreto ist die Schwester von Isabel Barreto Lobato und Schwägerin vom Freiheitshelden Nicolau dos Reis Lobato. Deren Sohn José Maria Barreto Lobato zog die Schwester Olímpia Barreto und ihr Mann José Gonçalves auf.